# Декуть-Малей, Лука Николаевич
Лука́ Никола́евич Декуть-Малей (1 октября 1888, Слоним, Слонимский уезд, Гродненская губерния, Российская империя — 20 января 1955, Гданьск, Польская народная республика) —  белорусский религиозный и общественный деятель, баптистский проповедник, издатель, переводчик религиозных текстов. Член Белорусской партии социалистов-революционеров (БПСР).
Происходил из семьи учителей. Мать — Мария из Тарасевичей, отец Николай. В четыре года остался без родителей. До 16 лет воспитывался в семье педагогов Фунтов. Окончил Слонимскую среднюю школу, в 1906 году — учительскую семинарию. После её окончания работал учителем, затем инспектором народного образования. Служил в составе российской императорской армии в Белостоке, где встретился с верующими евангельско-баптистского вероисповедания, стал посещать их молитвенные собрания. В ночь с 31 декабря 1911 на 1 января 1912 года в Белостоке на реке Супрасль принял водное крещение по баптистскому обряду. Водное крещение провёл пресвитер Белостокской церкви Роман Хомяк.
В 1912 (или начале 1913 года) начал проповедовать, за что был арестован в Лыскове (Пружанский район) и доставлен в тюрьму в Брест. В 1913 году стал студентом первых библейских курсов евангельских христиан в Санкт-Петербурге, которые вёл И. С. Проханов. В 1915 году поступил учиться в духовную семинарию. После 1916 или 1917 года занялся пастырской работой в Гродно. В конце 1918 года был назначен литовским правительством белорусским комиссаром района Крынки — Луна. Участвовал в Гродненском белорусском крестьянском съезде 15—16 декабря 1918 года, на котором был избран в Гродненскую уездную раду и оргкомитет по созыву Краевого белорусского съезда. Приезжал в Гродно из Крынок 30 декабря 1918 и 16 января 1919 года.
Состоял членом Комитета национального возрождения Белоруссии, клуба «Белорусская хатка». Был арестован польскими властями 13 февраля 1919 года за выступления от имени литовского государства, вскоре выпущен и вновь арестован в апреле 1919 года. Являлся одним из инициаторов создания Общества белорусской молодёжи в мае 1919 года, являлся казначеем организации и актёром её драматической секции. 26 марта вместе с П. Алексюком участвовал в белорусско-польских переговорах в Гродно. С июля 1919 года был председателем Гродненской центральной белорусской учительской рады, с июня 1920 года — Гродненской белорусской школьной рады. Входил в состав президиума Центральной белорусской школьной рады в Минске. Возглавлял белорусский детский приют. Осенью 1919 года окончил белорусские учительские курсы в Вильне, тогда же сменил П. Алексюка в составе Гродненской городской рады. В середине ноября 1919 года направил в Вильну протест от имени гродненских белорусских организаций против литовских посягательств на Городненщину.
20 ноября 1919 года А. Луцкевич передал при встрече Юзефу Пилсудскому собранные Декуть-Малеем материалы о препятствиях, чинимых польскими властями в открытии белорусских школ на Гродненщине. 29 ноября 1919 года получил от Луцкевича для белорусских организаций Гродненщины 25 тысяч марок. Тогда же, возможно, переболел тифом и был арестован в третий раз.
В начале 1920 года стал членом Гродненского БНК. 19 июля 1920 года, во время эвакуации поляков из Гродно, В. Ивановский выдал ему из Центральной кассы БНР 2 тысячи марок денежного кредита. В конце июля — августе 1920 года был руководителем подотделов яслей и приютов при отделе социального обеспечения Гродненского ревкома. Обвинялся Е. Антоновым в коррупции и присвоении денег. По данным В. Шалешки, возглавлял гродненских баптистов и даже выпускал собственный баптистский печатный орган на белорусском языке. Летом 1921 года был снова арестован и вывезен в Белостокскую тюрьму. С 1921 года состоял членом Белорусского общества помощи жертвам войны.
С конца 1921 года жил в Бресте, куда был выслан польскими властями. Начал проповедовать в округе и создал общину евангельских христиан-баптистов в городе. Ещё с 1920 года сотрудничал с Грегором — руководителем баптистской миссии в Лодзи. В мае 1922 года крестил деятеля «Зелёного дуба» Владимира Ксяневича, известного под прозвищем «Грач». В 1920—1924 годах перевёл с польского и русского языков 17 религиозных брошюр на белорусский язык, в том числе вместе с А. Луцкевичем издал в 1931 году «Новый Завет и Псалмы» (были изданы в Хельсинки). В декабре 1927 года открыл молитвенный дом, при котором организовал портновские и пчеловодческие курсы. Позже там же открыл детский приют и воскресную школу. Перед Второй мировой войной пропагандировал идеи баптистской общины на территории Западной Белоруссии, особенно среди учащихся гимназий Бреста, Вильно, Молодечно, Новогрудки и других городов, опекал бедных учащихся. Редактировал «Белорусскую колонку» в баптистском журнале «Маяк». Занимался благотворительной деятельностью.
19 июня 1941 года был арестован в Бресте органами НКВД и приговорён к смертной казни. Освобождён после оккупации города войсками нацистской Германии. В годы войны был пресвитером белорусских баптистов на оккупированной территории Белоруссии. В 1942 году издал в Минске молитвенник на белорусском языке. В 1943 году за помощь местным евреям был выслан немецкими властями в лагерь труда в Липянах около Щецина. В июне 1944 года участвовал во II Всебелорусском конгрессе.
В 1944—1945 годах, покинув Белоруссию, жил в Германии, с 1946 года поселился в Польше: сначала в Белостоке, затем переехал в Гданьск. С марта 1947 по март 1949 года был баптистским проповедником и окружным пресвитером в Гданьске. Умер в этом же городе. В его честь названа одна из центральных улиц Гданьска.